# パンガシナン語
パンガシナン語（パンガシナンご、パンガシナン語: Pangasinan）は、フィリピンで話されている言語。ルソン島中部のパンガシナン州、ラ・ウニョン州 およびバギオで話されている。話者は150万人ほどで、フィリピンではセブアノ語・タガログ語・イロカノ語・ヒリガイノン語・ワライ語・ビコール語・パンパンガ語に次ぐ大きなグループをなす。

## 言語名別称
- パンガシナ語
- パンガシナーン語
- パンガラト